# 7016 Conandoyle
A 7016 Conandoyle (ideiglenes jelöléssel 1991 YG) a Naprendszer kisbolygóövében található aszteroida. Urata Takesi fedezte fel 1991. december 30-án.
Nevét Arthur Conan Doyle (1859–1930) skót író után kapta.